# Naast (groupe)
Pour les articles homonymes, voir Naast.
Naast est un groupe de rock français, originaire de Joinville-le-Pont, dans le Val-de-Marne. Il faisait partie de la Nouvelle scène rock française.

## Biographie
Formé en 2004, à Joinville-le-Pont, le groupe prend la forme d'un duo entre deux voisins, un chanteur guitariste (Gustave) et un batteur (Nicolas). Leur premier concert a lieu dans un pub des environs de la place du Châtelet, en première partie programme des Parisians. Dans la capitale, plusieurs critiques de rock ou simples observateurs commencent à être intrigués par cette génération de jeunes rockeurs. 
En 2005, le duo devient un quatuor. Gustave et Nicolas sont rejoints par Jeff, surnommé Clod (basse, orgue) et Lucas, surnommé Laka (guitare). Le groupe progresse et leurs concerts attirent de plus en plus l'intérêt. Les membres du groupe se donnent le patronyme Naast en s'inspirant d'un nom de rue de leur ville natale Joinville-le-Pont, à la manière de groupes tels que les Ramones ou les White Stripes, comptant parmi les idoles du groupe. En mai 2006, ils font la première partie des Wampas et Jamie Hince, du groupe The Kills, dit dans une interview pour The Guardian qu'ils seront l'un des groupes à suivre de 2006. 
Ils sortent leur premier single au format vinyle Mauvais garçon à la mi-2006. Le titre est inclus au sein du jeu vidéo "Guitar Hero III: Legends of Rock". Le single est suivi par leur premier album, intitulé Antichambre, le 15 janvier 2007. 24 000 exemplaires sont vendus pour leur titre Antichambre. L'album atteint la 55e place des classements français. Pour Libération, les morceaux « Mauvais garçon et Va et vient comptent parmi les titres emblématiques du mouvement. »
Le groupe se sépare en 2009.

## Polémiques
Il a été reproché aux Naast d’avoir été en quelque sorte « pistonnés » par le journal Rock & Folk, pour lequel le père de Gustave, Paul Rambali, a un temps écrit (ainsi que pour l’hebdomadaire anglais NME et dirigé l'émission Tracks). La rédaction du journal, si elle reconnaît que Paul Rambali était l'un de ses anciens collaborateurs, dément avoir favorisé le groupe pour cette raison et fait remarquer que croire qu’il suffit d’avoir un père critique de rock pour faire carrière révèle surtout une profonde méconnaissance de l’industrie musicale.

## Discographie

### Album studio
- 2007 : Antichambre

### Compilations
- 2006 : Passe ton bac d'abord (avec Don't Look Back live enregistré au Gibus en mai 2005)

### Singles
- 2006 : Mauvais garçon
- 2007 : Tu te trompes

### Participation
- Guitar Hero III : Mauvais garçon (titre bonus)[7]